# Elsa Müller-Model
Elsa Müller-Model, geborene Elsa Schäffeler, genannt Els Müller-Model (* 22. Juli 1902 in Romanshorn; † 7. November 1981 in Weinfelden) war eine Schweizer Unternehmerin. Nach dem Tod ihres Ehemannes Otto Model 1940 übernahm sie die Kartonagenverpackungsfabrik Otto Model & Co., die heutige Model AG, die sich zu einem der bedeutendsten Unternehmen der Kartonbranche entwickelte.

## Biografie
Elsa Schäffeler wuchs in Horn im Thurgau auf. Ihre Mutter war alleinerziehend und arbeitete als Weissnäherin. Trotz der schwierigen finanziellen Lage der Familie, konnte sie die Sekundarschule besuchen. Anschliessend liess sich Elsa Schäffeler in Berlin zur Konzertpianistin ausbilden. Da sie jedoch bei Auftritten unter starkem Lampenfieber litt, absolvierte sie in Berlingen bei der Tricotfabrik Nägeli eine zweite Ausbildung zur Kauffrau.
Nach ihrer Heirat mit Otto Model im Jahr 1927 kam Elsa Model nach Ermatingen am Untersee, wo ihr Ehemann in der väterlichen Kartonfabrik arbeitete. Die Firma war 1882 von Louis Model gegründet worden. 1929 übernahm Otto Model das Unternehmen von seiner Mutter und seinen Schwestern. Bereits 1930 kauften die Models die leerstehenden Gebäude der Weberei Bühler in Weinfelden. Die Wasserkraft, die in Weinfelden zur Verfügung stand, ermöglichte den Kauf einer zweiten Pappmaschine. 1931 wurden dann die Pappmaschinen und weiteren Gerätschaften von Ermatingen nach Weinfelden umgezogen. Während Otto Model den Betrieb in Weinfelden aufbaute, führte Elsa Model die Fabrik in Ermatingen bis zur Aufgabe weiter. 1938 installierten die Models in ihrem Betrieb in Weinfelden eine 75 Meter lange Kartonmaschine von Escher-Wyss.
Im Januar 1940 verunglückte Otto Model tödlich beim Eissprengen an der Thur. Die Witwe Elsa Model, Mutter von drei kleinen Kindern, entschied sich, den Industriebetrieb alleine weiterzuführen. Ihren Aussagen zufolge geschah dies insbesondere, um ihren Angestellten die Existenzgrundlage zu erhalten, die sie «nach jahrelanger, treuer Zusammenarbeit nicht verlassen wollte». Was als Betrieb mit zwei Arbeiterinnen und drei Arbeitern begonnen hatte, wuchs unter ihrer Führung zu einem Betrieb mit 200 Angestellten im Jahr 1952 an.
1945 heiratete Elsa Model den Uesslinger Ingenieur Henry Müller. 1963, mit 60 Jahren, übergab sie den Betrieb mit mittlerweile 300 Angestellten ihrem Sohn. Sie blieb aber auch nach der Betriebsübergabe nicht untätig, sondern unterstützte ihre Arbeiterinnen 1965 mit der Gründung eines Kinderhorts. Ab 1962 war sie Verwaltungsratspräsidentin, im Verwaltungsrat blieb Elsa Müller-Model, auch «Els Mü-Mo» genannt, bis 1976.
Im Dezember 1977 wurde die Els Müller-Model Stiftung gegründet. Diese unterstützt die Förderung des beruflichen Nachwuchses in der Verpackungsindustrie sowie Betreuungs- und Sozialaufgaben.

## Würdigung
Im Jahr 2020 wurde Elsa Müller-Model die Els-Model-Strasse in Weinfelden gewidmet.

## Publikationen
- Ich leite eine Fabrik. In: Claire J. Schibler-Kaegi (Hrsg.): Die Frau im Thurgau. Huber, Frauenfeld 1953, S. 71–72.